# 수상한 고객들
"수상한 고객들"은 2011년에 개봉한 영화로, 전직 야구선수 출신의 보험왕이 수상한 고객들을 만나면서 벌어지는 헤프닝을 담은 코미디 영화다.

## 줄거리
야구 선수 출신 보험 판매원 병우(류승범)는 고객 중 한 명이 자살할 때까지 회사의 건방진 에이스로 여겨진다. 경찰은 그를 자살 방조 혐의로 의심하고, 이는 병우의 경력을 거의 위태롭게 한다. 다시는 그런 일이 일어나지 않도록 하기 위해 그는 이전 고객들에게 연락한다. 특히 자살할 것처럼 보이는 사람들에게 연락한다.
그들의 삶을 더 나은 방향으로 바꾸기 위한 그의 여정 동안, 병우는 외로운 남편(박철민), 빚에 시달리는 라운지 가수(윤하), 노숙자 청년(임주환), 그리고 미망인 어머니(정선경)와 재회한다.

## 캐스팅

### 주요 인물
- 류승범 : 배병우 역

### 주변 인물
- 성동일 : 박진석 역
- 박철민 : 오상열 역
- 정선경 : 최복순 역
- 임주환 : 김영탁 역
- 고윤하 : 안소연 역

### 그 외
- 채빈 : 진희 역
- 이지은 : 선희 역
- 이준하 : 미희 역
- 오은찬 : 옥동 역
- 정성하 : 안혁 역
- 홍소희 : 김영미 역
- 정다연 : 김사랑 역
- 김병춘 : 노숙자 박씨 역
- 최일화 : 황우철 역
- 이슬비 : 황사장 딸 역
- 최정우 : PB 역
- 차현우 : 이원주 역
- 이시은 : 복순 남편 역
- 김철준 : 영미 남편 역
- 최효상 : 한의원 원장 역
- 김명중 : 환경미화원 역
- 장준녕 : 구청직원 역
- 주영민 : 청소차 운전수 역
- 신채원 : 보험사 여직원 역
- 박연주 : 보험사 남직원 역
- 박매희 : 심사위원 역
- 유성협 : 1루수 역
- 김종호 : 2번타자 역
- 박민석 : 3번타자 역
- 김정하 : 주심 역
- 가애 : PB 여비서 역
- 수혜 : 아르바이트생 역
- 김보슬 : 지하철 여고생 역
- 이은진 : 호프집 매니저 역
- 신혜정 : 봉사 도우미 1 역
- 강숙 : 봉사 도우미 2 역
- 도성수 : 봉사 도우미 3 역
- 고석현 : 동창남 1 역
- 김태범 : 동창남 2 역
- 김경수 : 동창남 3 역
- 한주영 : 동창녀 1 역
- 양조아 : 동창녀 2 역
- 임재윤 : 지하철 역무원 역
- 진선미 : 동사무소 직원 역
- 정지연 : 수술실 의사 역
- 권나영 : 병원 간호사 역
- 강민우 : 중국집 배달원 역
- 김태훈 : 사진기자 역
- 이승원 : 혜인 동료직원 역
- 강승연 : 핸드폰대리점 직원 역
- 박상철 : 고시원 남자 역

### 특별출연
- 김수미 : 잔돈없어 할머니 역
- 서지혜 : 이혜인 역
- 안길강 : 야구 용품정 사장 역
- 김형석 : 오디션 심사위원 역
- 권성욱 : 야구 캐스터 역
- 이병훈 : 야구 해설위원 역

### 우정출연
- 이철민 : 호프집 취객 역
- 정만식 : 경찰서 형사 역
- 손병욱 : 소연공터 사채 1 역
- 김광식 : 소연공터 사채 2 역
- 황춘하 : 사기꾼 사내 역
- 권현상 : 모텔남 역
- 홍지민 : 아파트 집 주인 역